# Donji Žirovac
Donji Žirovac is een plaats in de gemeente Dvor in de Kroatische provincie Sisak-Moslavina. De plaats telt 53 inwoners (2001).